# Форум (вестник)
„Форум“ е вестник на българите в Канада, издаван в Монреал от 2002 г. насам.
Вестникът е месечно издание с 4000 бр. тираж. Помества малко материали за България, повечето са за Канада и за българската общност там.
Собственик на вестника е Ethnic Media Inc – агенция за рекламно разпространение. Работи с етнически медии: български, руски, китайски, индийски и др.